# Il cacciatore di anoressiche
Il cacciatore di anoressiche è un romanzo autobiografico pubblicato nel 1997 dalla casa editrice milanese Edicom e scritto da Marco Mariolini, antiquario di Pisogne, in seguito arrestato per omicidio e condannato a 30 anni di reclusione.

## Storia editoriale
In una conferenza stampa di presentazione del libro, svoltasi a Milano il 12 maggio 1997 al palazzo delle assicurazioni Ras, l'autore dichiarò: «Sono un potenziale mostro ed è necessario che qualcuno mi fermi prima che involontariamente io ammazzi qualcuna».

## Contenuto
Il trentanovenne autore del libro descrive la parafilia che lo ha sempre portato a desiderare sessualmente donne anoressiche e scheletriche. Sposato con Lucia (che pesava 33 kg) e padre di due figli, racconta di come, in seguito alla separazione, aveva cercato nuove compagnie femminili tramite inserzioni. È così che conosce la ventinovenne di Domodossola Monica Calò (nel testo chiamata Barbara), studentessa di logopedia. Tra loro inizia una relazione tormentata, con l’uomo che comanda a bacchetta la donna in tutte le sue scelte, non solo alimentari.